# キャンディス・レラエ
- キャンディス・リレイ

キャンディス・レラエ（Candice LeRae）のリングネームで知られるキャンディス・ドーソン（Candice Dawson、1985年9月29日 - ）は、アメリカの女子プロレスラー。カリフォルニア州リバーサイド出身。

## 来歴
2002年、プロレスラーデビューを果たす。
2004年、ChickFightトーナメントに参戦するが、1回戦でプリンセサ・スヘイに敗退
2006年、PWG初参戦。
2007年8月、ROHのダークマッチに参戦。
2008年、アメージング・コングが持つNWA世界女子王座に挑戦も敗れる。
2013年9月、 CZW初参戦、グレッグ・エクセレントと組み、チェリーボム&ペッパ・パークスと対戦も敗れる。
10月3日、FWEにてジョーイ・ライアンと初タッグ。4日、FWE女子王座獲得。
2014年4月、SHIMMER初参戦もアテナに敗れる。
7月27日、ヤングバックスを破りPWGタッグチーム王座獲得。このタッグは「World's Cutest Tag Team」と呼ばれるようになる。
2016年1月3日、「World's Cutest Tag Team」としてDDTプロレスリングに初来日、佐々木大輔&宮武俊組と対戦して勝利。翌週のDDT大阪大会2連戦にも単独で参戦。
2018年1月16日、WWEと契約を交わし入団。同月27日、NXT Takeover: Philadelphiaにて観客として来場。旦那であるジョニー・ガルガノがNXT王者であるアンドラーデ "シエン" アルマスに挑戦した際、試合中にアンドラーデのセコンドであるゼリーナ・ベガが事あるごとに介入した事に憤怒し、ガルガノを襲撃しようとしたゼリーナを止める為に乱入して殴打。妨害を阻止するアシストを見せたがガルガノは敗戦した。
2025年5月23日（日本時間＝24日）にクリス・セイビンと闘っていた実の旦那さんのジョニー・ガルガノをアシストし、勝利に貢献して復帰する。

## 人物
- PWGでは男子選手との対戦が主で、上記のヤングバックス戦では画鋲付シューズでのキックを顔面に食らうなど、ハードコアな試合もこなす。
- 2016年1月、ジョニー・ガルガノと婚約した[16]。

## 得意技

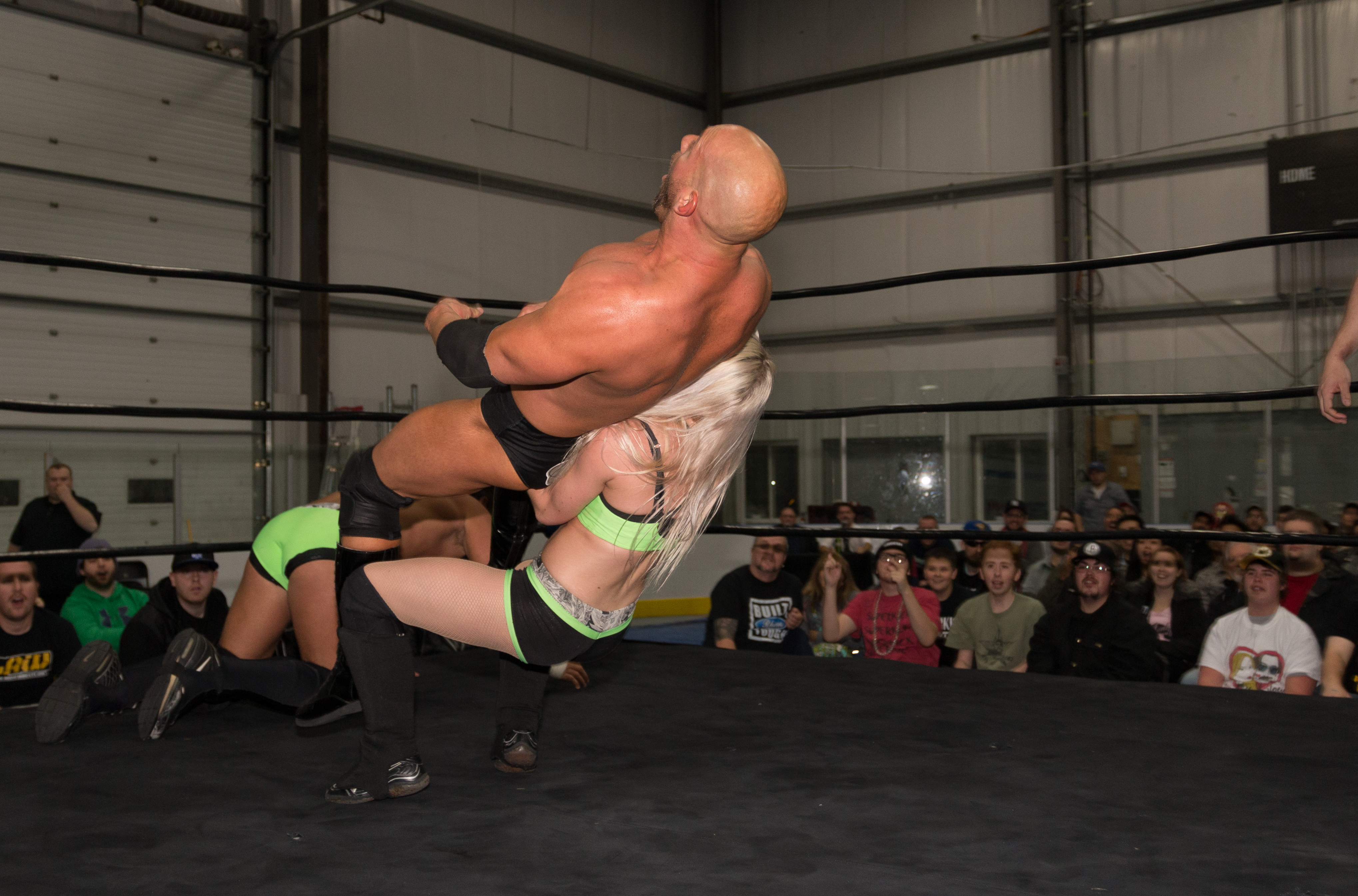
ボール・プレックス

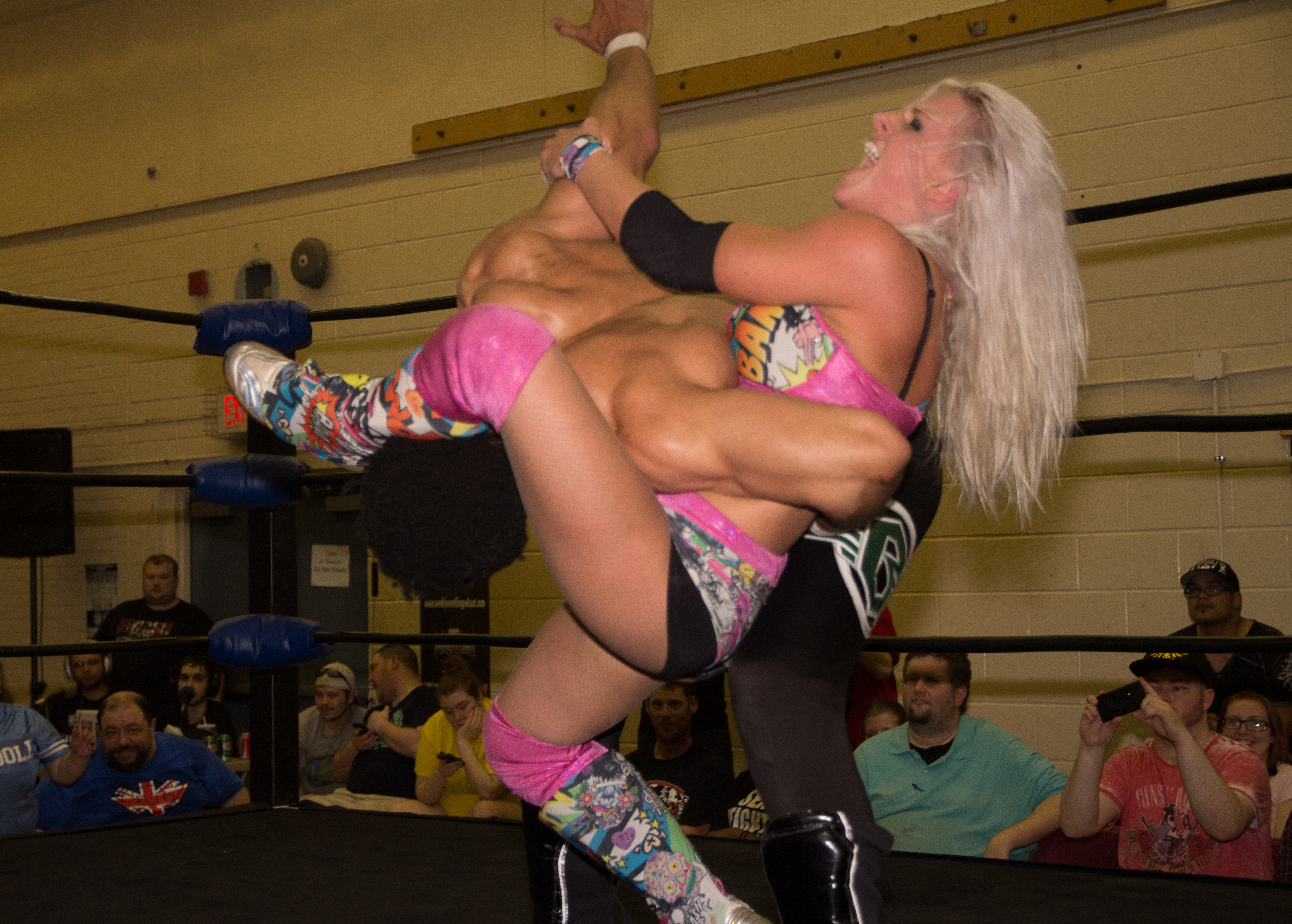
オクトパス・ホールド.

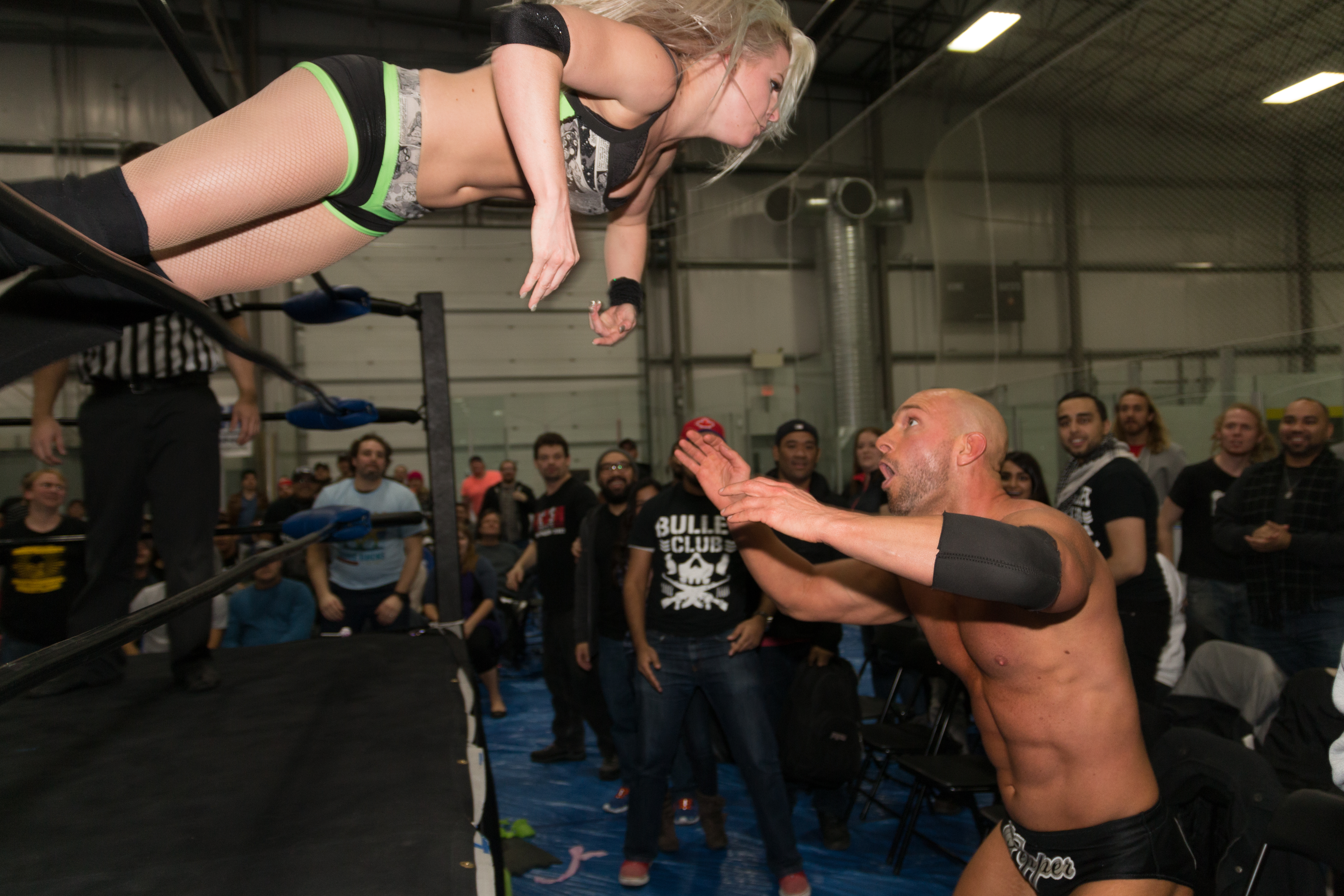
スーサイド・ダイブ.

### フィニッシュホールド
ウィキッド･ステップシスター
2020年から使用。
うつ伏せ状態の相手をリバース・インディアン・デスロックで固めて、そのまま相手の両腕を掴みサーフボード・ストレッチの体勢で相手の上半身を持ち上げた状態で相手の後頭部、背中を踏みつけ、相手の顔面をリング叩きつける。変形・フェイス・クラッシャー。技名は「邪悪な義姉」の意。
スプリングホールド・ムーンサルトプレス
リングの中央に仰向けに寝かせた相手を走って飛び越え、そのままセカンドロープ中央に足をかけて素早くムーンサルトプレスを行う技。
ボール・プレックス
変型スープレックス
ミス・レラエズ・ワイルド・ライド
雪崩式スイング・ネックブリーカー・ドロップ。
コーナー・セカンドロープ上の相手の横に立ち、頭部を左脇下に抱えた状態でジャンプし、180°横回転しながら相手を後頭部からマットに叩きつける雪崩式のスインギング・ネックブリーカー・ドロップ。
インディ時代、WWE入団でNXT初期までのフィニッシュ技の1つ。再び使用。
ザ・ハートブレイカー
ゴーリ・ボムと同じ技。

### 打撃技
エルボー
バックハンド・チョップ
ドロップキック
ステップオーバー・エンズイギリ

### その他
卍固め
ムーンサルトプレス
トルネードDDT
スーサイド・ダイブ
ラ・ケブラーダ

## 獲得タイトル
- Alternative Wrestling Show
  - AWS女子王座 (1 time)[1]
- Dreamwave Wrestling
  - ドリームウェーブ・タッグ王座 (1 time) – with ジョーイ・ライアン[1]
- Family Wrestling Entertainment
  - FWE女子王座 (1 time)[9]
- Fighting Spirit Pro Wrestling
  - FSP Tag Team Championship (1 time) – with Joey Ryan
- Pro Wrestling Guerrilla
  - PWG世界タッグ王座 (1 time) – with ジョーイ・ライアン[11]